# Blue Note (клуб)
«Blue Note» — джаз-клуб и ресторан, расположенный по адресу 131 West 3rd Street, Гринвич-Виллидж, Нью-Йорк. Открытый в 1981 году владельцем и основателем Danny Bensusan, сегодня клуб считается одним из самых известных мест в мире джаза.
Помимо нью-йоркского, клуб имеет свои представительства в Токио и Нагое, Милане. Ранее они существовали также в Осаке и Фукуоке, Сеуле, Лас-Вегасе.

## Half Note Records
Half Note Records —- лайв-лейбл клуба, основанный в 1998 году.
Многие известные музыканты выпустили свои концертные альбомы на этом лейбле, в том числе Джеймс Картер, Авишай Коэн, Элвин Джонс, en:Odean Pope, en:Charles Tolliver, en:Jeff "Tain" Watts, en:Kenny Werner и другие. С момента своего основания Half Note выпустил также несколько студийных альбомов в том числе альбом Guitars (2008) en:McCoy Tyner и No Beginning, No End (2010) Кенни Вернера.
Многие из альбомов выпущенные на Half Note снискали признание критиков, а Live from the Blue Note en:Paquito D'Rivera, Under Rousseau’s Moon Gil Goldstein ; The Latin Side of Wayne Shorter and Another Kind of Blue: The Latin Side of Miles Davis Conrad Herwig, и Sextet’s Across the Divide: A Tale of Rhythm & Ancestry Omar Sosa были удостоены Грэмми.

## The Blue Note Jazz Festival
The Blue Note Jazz Festival — ежегодный фестиваль джазовой музыки, устраиваемый Blue Note Jazz Club. Фестиваль включает выступления известных джазовых исполнителей на многочисленных площадках по всему Нью-Йорку, включая Blue Note, en:the Beacon Theatre, Town Hall, блюз-клуб Би Би Кинга, Highline Ballroom, Terminal 5, Joe's Pub, Mercury Lounge, Rose Hall в Линкольн-центре, Le Poisson Rouge, The Lehman Center for the Performing Arts, Katonah Museum of Art.
Первый фестиваль состоялся в июне 2011 года в ознаменование 30-летия открытия Blue Note Jazz Club в Нью-Йорке. В нём принимали участие Дейв Брубек, Крис Ботти, Нэнси Уилсон, Бобби Макферрин, Брайан Уилсон, The Roots, Чака Хан, Роберта Флэк, en:El Gran Combo, en:Jon Hendricks, Кэтлин Бэттл, МакКой Тайнер, Юссу Н’Дур, en:Meshell Ndegeocello, Мадлен Пейру и многие другие известные артисты.

## Популярные исполнители
Многие из самых известных джазовых исполнителей в выступали в Blue Note, в том числе Кит Джаррет, Чет Бейкер, Bobby Caldwell, Kenny Barron, Тони Беннетт, Paul Bley, Крис Ботти, Майкл Брекер, Randy Brecker, Ди Ди Бриджуотер, Ray Brown, Дейв Брубек, Гэри Бёртон, Ларри Карлтон, Betty Carter, Ron Carter, Рэй Чарльз, Чик Кориа, Jack DeJohnette, Billy Eckstine, Мейнард Фергюсон, Bill Frisell, Кенни Гарретт, Стэн Гетц, Диззи Гиллеспи, Чарли Хейден, Джим Холл, Лайонел Хэмптон, Херби Хэнкок, Roy Haynes, Joe Henderson, Вуди Герман, Эрл Хайнс, Дэйв Холланд, Фредди Хаббард, Phyllis Hyman, Milt Jackson, Ahmad Jamal, Элвин Джонс, Hank Jones, Чака Хан, Ли Кониц, Chuck Mangione, Уинтон Марсалис, Pat Martino, Christian McBride, Бобби Макферрин, Jackie McLean, Carmen McRae, Джеймс Муди, Джерри Маллиган, Joe Lovano, Eddie Palmieri, Оскар Питерсон, Тито Пуэнте, Joshua Redman, Бадди Рич, Paquito D’Rivera, Макс Роуч, Kurt Rosenwinkel, David Sanborn, Артуро Сандоваль, Джон Скофилд, Джордж Ширинг, Уэйн Шортер, Хорас Сильвер, Нина Симон, Zoot Sims, Билли Тейлор, Clark Terry, Тутс Тильманс, Стэнли Тёррентайн, McCoy Tyner, Сара Вон, Kenny Werner, Кассандра Уилсон, Nancy Wilson, Майкл Бубле́, и Phil Woods.